# Ñ
Ñ, ñは、Nにチルダを付した文字である。スペイン語アルファベットの15番目（N と O の間）の文字として使われるほか、ガリシア語でも用いられる。硬口蓋鼻音 [ɲ] を表し、フランス語・イタリア語の gn、カタルーニャ語の nyに相当する。日本語では「にゃ」「にぃ」「にゅ」「にぇ」「にょ」の子音がこれに近い。

## 呼称
- 英語：eñeh（エニェ）
- スペイン語：eñe（エニェ）
- オランダ語：eñe（エニェ）
- 日本語：eñeh（エニェ）

## 起源

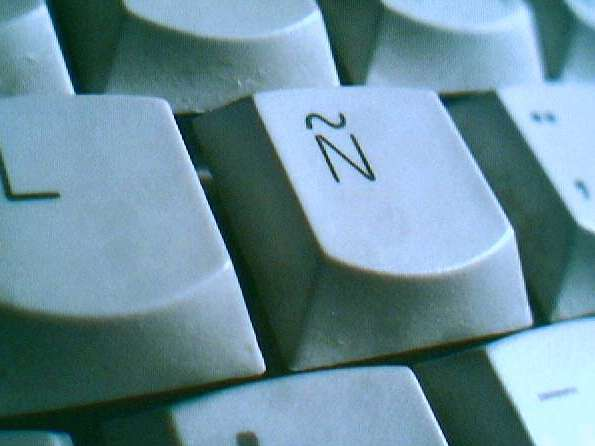
キーボード上の Ñ

中世において、イベリア半島の中部から西部にかけての地域において書かれた文書で、n の字の上に小さな n を書いたのが起源である。その後ポルトガルでは硬口蓋鼻音を表す文字として、オック語より、nh を導入。また、カタルーニャでは、この文字は中世においても採用されることはなかった。

## 表現
- 「España」（エスパーニャ）= スペイン
- 「Español」（エスパニョール）= スペイン語
- 「año」（アーニョ）= 年
- 「uña」（ウーニャ）= 爪
- 「albañil」（アルバニール）= 左官、レンガ職人（転じて建設関係の労働者）
- 「eñe」（エニェ）= 文字「Ñ/ñ」
- 「pañuelo」（パニュエーロ）= ハンカチ
- 「niña/o」（ニーニャ/ニーニョ）= 子供(女の子/男の子)
  - エルニーニョ・南方振動、（ラニーニャ）、エルニーニョ、など日本語でも使用される。

## 符号位置
| 大文字 | Unicode | JIS X 0213 | 文字参照               | 小文字 | Unicode | JIS X 0213 | 文字参照               | 備考 |
| ------ | ------- | ---------- | ---------------------- | ------ | ------- | ---------- | ---------------------- | ---- |
| Ñ      | U+00D1  | 1-9-40     | &Ntilde; &#xD1; &#209; | ñ      | U+00F1  | 1-9-71     | &ntilde; &#xF1; &#241; |      |